# Agrostis spica-venti
Agrostis spica-venti é uma espécie de gramínea do gênero Agrostis, pertencente à família Poaceae.